# Воскотопка
Воското́пка — устройство для получения воска из пчелиных сот. Существует много конструкций воскотопок: солнечные, паровые, водяные, печные и прочие.
Типы воскотопок:
- Солнечная воскотопка — топит воск благодаря теплу солнца
- Водяная воскотопка — воск вытапливается благодаря нагреву воды
- Электрическая воскотопка — используется энергия электричества

Простейшая воскотопка представляет собой обычное эмалированное ведро, небольшой холщовый мешок, плоскую доску, таз и палку в форме скалки. Вымоченные соты помещаются в мешок, опускаются в ведро с водой, нагреваются. Потом мешок вынимается и отжимается при помощи скалки в таз с водой. Готовый воск собирают с поверхности воды и дальше формируют в удобные для реализации слитки.
Еще один вариант: Берут два алюминиевых или эмалированных бака примерно одинакового объёма (до 20 л). В один кладут мелко измельченное промытое восковое сырьё, обвязывают его марлей в один слой. В другой бак наливают дождевую воду на 1/3 или половину, ставят на источник тепла (огонь или электротен) и доводят до кипения, ставят на бак с водой бак с сырьём марлей вниз. Ручки связывают.
Бак с воскосырьём накрывают ватником, чтобы уменьшить потери тепла, и на лёгком огне держат 2—2,5 часа. На другой день вынимают из бака остывший круг воска.
Качественная воскотопка обеспечивает более полную вытопку воска из сырья.